# Vrčasti grm
Vrčasti grm (lat. Nepenthes), veliki biljni rod koji čini samostalnu porodicu bezbolkovke (Nepenthaceae). Pripada mu preko 176 vrsta i 12 hibrida. vazdazelenih epifitnih trajnica i grmova, puzačica i penjačica.
Vrčasti grm raširen je poglavito po malajskom arhipelagu, Cejlonu i istočnoj obali Madagaskara. pripadaju u karnivore, biljke mesožderke.

## Opis
Porodica Nepenthaceae sastoji se od jednog roda, Nepenthes, s oko 140 vrsta tropskih biljaka koje potiču iz Madagaskara, jugoistočne Azije i Australije. Većina ovih vrsta su trajnice koje rastu u vrlo kiselom tlu, iako su neke epifitne i žive na granama drveća. Poklopac vrča luči nektar kako bi privukao plijen, koji ne može pobjeći iz zamke zbog njegovih dlačica usmjerenih prema dolje i glatkih strana.
Ovaj rod uključuje kritično ugroženu biljku “Attenboroughov vrč” (N. attenboroughii), koja je jedna od najvećih od svih biljaka mesožderki, doseže visinu do 1,5 metara (4,9 stopa) s vrčevima promjera 30 cm (11,8 inča). Pronađena u blizini vrha planine Victoria na otoku Palawan na Filipinima, Attenboroughova biljka vrč sposobna je uhvatiti i probaviti glodavce, kao i kukce i druge male životinje. Kultivirane vrste vrča iz starog svijeta roda Nepenthes uključuju N. gracilis), običnu močvarni vrčasti grm (N. mirabilis) i “zlatnu perostomiju” (N. veitchii), kao i brojne hibridne vrste kao što su Hookerov vrč (N. ×hookeriana), N. ×mastersiana i N. ×dominii.
Nekoliko vrsta Nepenthesa evoluiralo je da koristi životinjski izmet kao izvor hranjivih tvari, osobito u područjima s malo insekata. Na Borneu N. rajah privlači planinske rovke (Tupaia montana) s velikim količinama nektara u poklopcu vrča. Dok se životinja hrani, široka otvorena usta čvrstog, neskliskog vrča služe kao toalet (zahod), skupljajući gnojivo bogato hranjivim tvarima. Za najmanje dvije druge vrste, N. lowii i N. macrophylla, također je poznato da privlače rovke u tu svrhu; vjeruje se da je prvi izgubio sposobnost probave plijena kukaca. Još jedna vrsta, N. hemsleyana, ima izduženi vrč koji pruža utočište “Hardwickeovom vunastom šišmišu” (Kerivoula hardwicki) i skuplja njegov guano.

## Vrste
1. Nepenthes abalata Jebb & Cheek
2. Nepenthes abgracilis Jebb & Cheek
3. Nepenthes adnata Tamin & M. Hotta ex Schlauer
4. Nepenthes aenigma H. Nuytemans, W. Suarez & Calaramo
5. Nepenthes alata Blanco
6. Nepenthes albomarginata Lobb ex Lindl.
7. Nepenthes alfredoi V. B. Amoroso & Lagunday
8. Nepenthes alzapan Jebb & Cheek
9. Nepenthes ampullaria Jack
10. Nepenthes andamana M. Catal.
11. Nepenthes appendiculata Chi. C. Lee, Bourke, Rembold, W. Taylor & S. T. Yeo
12. Nepenthes argentii Jebb & Cheek
13. Nepenthes aristolochioides Jebb & Cheek
14. Nepenthes armin Jebb & Cheek
15. Nepenthes attenboroughii A. S. Rob., S. Mc Pherson & V. B. Heinrich
16. Nepenthes baramensis C. Clarke, J. A. Moran & Chi. C. Lee
17. Nepenthes barcelonae Tandang & Cheek
18. Nepenthes bellii Kondô
19. Nepenthes benstonei C. Clarke
20. Nepenthes biak Jebb & Cheek
21. Nepenthes bicalcarata Hook. fil.
22. Nepenthes bokor Cheek
23. Nepenthes bongso Korth.
24. Nepenthes boschiana Korth.
25. Nepenthes botak Jebb & Cheek
26. Nepenthes burbidgeae Hook. fil. ex Burbidge
27. Nepenthes burkei Mast.
28. Nepenthes campanulata Sh. Kurata
29. Nepenthes candalaga Lagunday & Amoroso
30. Nepenthes ceciliae Gronem., Coritico, Micheler, Marwinski, Acil & V. B. Amoroso
31. Nepenthes chang M. Catal.
32. Nepenthes chaniana C. Clarke, Chi. C. Lee & S. Mc Pherson
33. Nepenthes cid Jebb & Cheek
34. Nepenthes clipeata Danser
35. Nepenthes cornuta Marwinski, Coritico, Wistuba, Micheler, Gronem., Gieray & V. B. Amoroso
36. Nepenthes dactylifera A. S. Rob., Golos, S. Mc Pherson & Barer
37. Nepenthes danseri Jebb & Cheek
38. Nepenthes deaniana Macfarl.
39. Nepenthes densiflora Danser
40. Nepenthes diabolica A. Bianchi, Chi. C. Lee, Golos, Mey, M. Mansur & A. S. Rob.
41. Nepenthes diatas Jebb & Cheek
42. Nepenthes distillatoria L.
43. Nepenthes domei M. N. Faizal, A. Amin & Latiff
44. Nepenthes dubia Danser
45. Nepenthes edwardsiana H. Low ex Hook. fil.
46. Nepenthes ephippiata Danser
47. Nepenthes epiphytica A. S. Rob., Nerz & Wistuba
48. Nepenthes erucoides A. S. Rob. & S. G. Zamudio
49. Nepenthes eustachya Miq.
50. Nepenthes extincta Jebb & Cheek
51. Nepenthes eymae Sh. Kurata
52. Nepenthes faizaliana J. H. Adam & Wilcock
53. Nepenthes flava Wistuba, Nerz & A. Fleischm.
54. Nepenthes fractiflexa Golos, A. S. Rob. & Barer
55. Nepenthes fusca Danser
56. Nepenthes geoffroyi Lecomte
57. Nepenthes glabrata J. R. Turnbull & A. T. Middleton
58. Nepenthes glandulifera Chi. C. Lee
59. Nepenthes gracilis Korth.
60. Nepenthes gracillima Ridl.
61. Nepenthes gymnamphora Reinw. ex Nees
62. Nepenthes halmahera Cheek
63. Nepenthes hamata J. R. Turnbull & A. T. Middleton
64. Nepenthes hirsuta Hook. fil.
65. Nepenthes holdenii Mey
66. Nepenthes hurrelliana Cheek & A. L. Lamb
67. Nepenthes inermis Danser
68. Nepenthes insignis Danser
69. Nepenthes izumiae Troy Davis, C. Clarke & Tamin
70. Nepenthes jacquelineae C. Clarke, Troy Davis & Tamin
71. Nepenthes jamban Chi. C. Lee, Hernawati & Akhriadi
72. Nepenthes justinae Gronem., Wistuba, Mey & V. B. Amoroso
73. Nepenthes kerrii Catal. & Kruetr.
74. Nepenthes khasiana Hook. fil.
75. Nepenthes kitanglad Jebb & Cheek
76. Nepenthes klossii Ridl.
77. Nepenthes kongkandana M. Catal. & Kruetr.
78. Nepenthes krabiensis Nuanlaong, Onsanit, Chusangr. & Suran.
79. Nepenthes kurata Jebb & Cheek
80. Nepenthes lamii Jebb & Cheek
81. Nepenthes latiffiana M. N. Faizal, A. Amin & Dome
82. Nepenthes lavicola Wistuba & Rischer
83. Nepenthes leyte Jebb & Cheek
84. Nepenthes lingulata Chi. C. Lee, Hernawati & Akhriadi
85. Nepenthes longiptera Victoriano
86. Nepenthes lowii Hook. fil.
87. Nepenthes macfarlanei Hemsl.
88. Nepenthes macrophylla (Marabini) Jebb & Cheek
89. Nepenthes macrovulgaris J. R. Turnbull & A. T. Middleton
90. Nepenthes madagascariensis Poir.
91. Nepenthes mantalingajanensis Nerz & Wistuba
92. Nepenthes mapuluensis J. H. Adam & Wilcock
93. Nepenthes maryae Cheek & Jebb
94. Nepenthes masoalensis Schmid-Holl.
95. Nepenthes maxima Reinw.
96. Nepenthes maximoides Cheek
97. Nepenthes merrilliana Macfarl.
98. Nepenthes micramphora V. B. Heinrich, S. Mc Pherson, Gronem. & V. B. Amoroso
99. Nepenthes mikei B. R. Salmon & Maulder
100. Nepenthes mindanaoensis Sh. Kurata
101. Nepenthes minima Jebb & Cheek
102. Nepenthes mirabilis (Lour.) Druce
103. Nepenthes mollis Danser
104. Nepenthes monticola A. S. Rob., Wistuba, Nerz, M. Mansur & S. Mc Pherson
105. Nepenthes muluensis M. Hotta
106. Nepenthes naga Akhriadi, Hernawati, Primaldhi & M. Hambali
107. Nepenthes nebularum G. Mansell & W. Suarez
108. Nepenthes negros Jebb & Cheek
109. Nepenthes neoguineensis Macfarl.
110. Nepenthes nigra Nerz, Wistuba, Chi. C. Lee, Bourke, U. Zimm. & S. Mc Pherson
111. Nepenthes northiana Hook. fil.
112. Nepenthes oblanceolata Ridl.
113. Nepenthes orbiculata M. Catal. & Kruetr.
114. Nepenthes ovata Nerz & Wistuba
115. Nepenthes palawanensis S. Mc Pherson, Cervancia, Chi. C. Lee, Jaunzems, Mey & A. S. Rob.
116. Nepenthes paniculata Danser
117. Nepenthes pantaronensis Gieray, Gronem., Wistuba, Marwinski, Micheler, Coritico & V. B. Amoroso
118. Nepenthes papuana Danser
119. Nepenthes parvula Gary W. Wilson & S. Venter
120. Nepenthes pectinata Danser
121. Nepenthes peltata Sh. Kurata
122. Nepenthes pervillei Blume
123. Nepenthes petiolata Danser
124. Nepenthes philippinensis Macfad.
125. Nepenthes pilosa Danser
126. Nepenthes pitopangii Chi. C. Lee, S. Mc Pherson, Bourke & M. Mansur
127. Nepenthes platychila Chi. C. Lee
128. Nepenthes pudica Dancak & Majesky
129. Nepenthes pulchra Gronem., S. Mc Pherson, Coritico, Micheler, Marwinski & V. B. Amoroso
130. Nepenthes putaiguneung Al-Farishy, Metusala & Jebb
131. Nepenthes pyriformis Sh. Kurata
132. Nepenthes rafflesiana Jack
133. Nepenthes rajah Hook. fil.
134. Nepenthes ramispina Ridl.
135. Nepenthes ramos Jebb & Cheek
136. Nepenthes reinwardtiana Miq.
137. Nepenthes rhombicaulis Sh. Kurata
138. Nepenthes rigidifolia Akhriadi, Hernawati & Tamin
139. Nepenthes robcantleyi Cheek
140. Nepenthes rosea M. Catal. & Kruetr.
141. Nepenthes samar Jebb & Cheek
142. Nepenthes sanguinea Lindl.
143. Nepenthes saranganiensis Sh. Kurata
144. Nepenthes sharifah-hapsahii J. H. Adam & Hafiza
145. Nepenthes sibuyanensis Nerz
146. Nepenthes singalana Becc.
147. Nepenthes smilesii Hemsl.
148. Nepenthes spathulata Danser
149. Nepenthes spectabilis Danser
150. Nepenthes stenophylla Mast.
151. Nepenthes sumagaya Cheek
152. Nepenthes sumatrana (Miq.) Beck
153. Nepenthes suratensis M. Catal.
154. Nepenthes surigaoensis Elmer
155. Nepenthes talaandig Gronem., Coritico, Wistuba, Micheler, Marwinski, Gieray & V. B. Amoroso
156. Nepenthes tayninhensis M. Catal. & Kruetr.
157. Nepenthes tboli Jebb & Cheek
158. Nepenthes tenax C. Clarke & R. Kruger
159. Nepenthes tentaculata Hook. fil.
160. Nepenthes tenuidon W. Suárez & Ferreras ined.
161. Nepenthes thai Cheek
162. Nepenthes thorelii Lecomte
163. Nepenthes tobaica Danser
164. Nepenthes tomoriana Danser
165. Nepenthes treubiana Warb.
166. Nepenthes truncata Macfarl.
167. Nepenthes ultra Jebb & Cheek
168. Nepenthes undulatifolia Nerz, Wistuba, U. Zimm., Chi. C. Lee, Pirade & Pitopang
169. Nepenthes veitchii Hook. fil.
170. Nepenthes ventricosa Blanco
171. Nepenthes vieillardii Hook. fil.
172. Nepenthes villosa Hook. fil.
173. Nepenthes viridis Micheler, Gronem., Wistuba, Marwinski, W. Suarez & V. B. Amoroso
174. Nepenthes vogelii Schuit. & de Vogel
175. Nepenthes weda Cheek
176. Nepenthes zygon Jebb & Cheek
177. Nepenthes × alisaputrana J. H. Adam & Wilcock
178. Nepenthes × angasanensis Maulder, D. Schub., B. R. Salmon & B. Quinn
179. Nepenthes × ghazallyiana J. H. Adam & Wilcock
180. Nepenthes × hamiguitanensis Gronem., Wistuba, V. B. Heinrich, S. Mc Pherson, Mey & V. B. Amoroso
181. Nepenthes × harryana Burb.
182. Nepenthes × hookeriana Lindl.
183. Nepenthes × kinabaluensis Sh. Kurata ex J. H. Adam & Wilcock
184. Nepenthes × lecouflei Kusak.
185. Nepenthes × murudensis Culham ex Jebb & Cheek
186. Nepenthes × sarawakiensis J. H. Adam & Wilcock
187. Nepenthes × trichocarpa Miq.
188. Nepenthes × trusmadiensis Marabini